# George Galloway (homme politique)
Pour les articles homonymes, voir Galloway (homonymie).
George Galloway, né à Dundee le 16 août 1954, est un homme politique et parlementaire britannique. Il se définit comme conservateur social et socialiste. Ses déclarations favorables aux régimes autoritaires syrien, russe ou iranien, ainsi que ses emplois pour des chaînes de propagande d’État de la Russie et de l'Iran, sont sources de controverses.

## Biographie
George Galloway naît à Dundee, en Écosse en 1954. Il rejoint le Parti travailliste à l'âge de treize ans. Il travaille dans une usine de pneus.
En 1987, après un voyage à Beyrouth, il choisit de consacrer sa carrière à défendre la Palestine et le monde arabe.
Il est élu aux élections législatives de la même année député à la Chambre des communes dans la circonscription de Glasgow Hillhead. Il est réélu aux élections de 1997, et à celles de 2001 dans la nouvelle circonscription de Glasgow Kelvin (en).
En 2003, il s'oppose à la guerre en Irak à laquelle participe le Royaume-Uni, gouverné par le travailliste Tony Blair, et prend part à l'association Stop the War Coalition. Il est exclu du Parti travailliste pour avoir entre autres appelé les troupes britanniques à la désobéissance.
Aux élections générales britanniques de 2005, il est le seul député à la Chambre des communes du parti RESPECT The Unity Coalition, élu à Tower Hamlets dans la banlieue est de Londres.
Il s'oppose à la guerre au Liban en juillet 2006 entre Israël et le Hezbollah.
Il anime une émission de radio régulière, et participe en janvier 2006 à l'émission de télé-réalité Celebrity Big Brother 4 avec Pete Burns, Dennis Rodman et Traci Bingham.
Il est également un fervent défenseur du régime castriste et considère Fidel Castro comme le personnage politique qu'il admire le plus. En novembre 2007, avec d'autres membres dirigeants de RESPECT, il refuse de participer au congrès national de son parti et organise un rassemblement d'un nouveau regroupement, RESPECT Renewal devenu par la suite le Parti du respect.
Il perd les élections législatives britanniques de 2010 : George Galloway, unique député sortant du Parti du Respect, se présente dans une autre circonscription travailliste (Poplar and Limehouse), il arrive en troisième position avec 17,5 % des voix dans sa circonscription précédente (Bethnal Green and Bow), le candidat du Parti du respect, Abjol Miah, arrive également en troisième position avec 16,8 % des voix, la travailliste Rushanara Ali reprenant le siège.
Il est élu député à la Chambre des communes lors de l'élection partielle de mars 2012. Il obtient 56 % des suffrages face au candidat du Parti travailliste Imran Hussain. Il doit céder son siège à Naseem Shah lors de l'élection du 8 mai 2015.
Il soutient, en particulier, la thèse qui veut que, jusqu'à la création de l'État d'Israël, les meilleurs protecteurs des juifs aient été les musulmans[réf. nécessaire]. Il est opposé à l'existence d'Israël et considère également que la Grande-Bretagne n'avait aucun droit de donner aux juifs un territoire qui ne lui appartenait pas.
En 2014, il est attaqué dans une rue de Londres par un extrémiste pro-israélien. L'assaillant, Neil Masterson, s'était récemment converti au judaïsme et il portait un tee-shirt avec un logo des forces armées israéliennes au moment de l'agression. Selon la procureure chargée du dossier, il aurait déclaré à la police qu'il avait traité Georges Galloway « d'antisémite » lors de son passage à l'acte.
En 2014, George Galloway, alors député, gagne 65 000 £ en six mois grâce à ses apparitions sur RT, chaîne soutenue par le Kremlin, et sur LBP TV, une chaîne iranienne par la suite interdite par le Office of Communications et est connu pour défendre des théories conspirationnistes.
En juin 2019, il est mis à la porte de TalkRadio pour un tweet jugé antisémite,. 
En 2024, il remporte une législative partielle à Rochdale avec le Parti des travailleurs de Grande-Bretagne (Workers Party of Britain) en faisant campagne sur le conflit à Gaza et pour « rendre sa grandeur à Rochdale », slogan inspiré de Donald Trump.

## Convois «Viva Palestina»
- 14 février au 9 mars 2009 : juste après l'attaque israélienne contre Gaza, en raison du lourd bilan humain, des citoyens européens organisent un convoi d’aide humanitaire pour la population, dans le but de briser le blocus maritime israélien sur Gaza[13].

- Juillet 2009 : en avril, George Galloway annonce l'organisation d'un deuxième convoi depuis les États-Unis en compagnie du pacifiste et ancien combattant du Viêt Nam, Ron Kovic[14][source secondaire souhaitée].
- Décembre 2009 / janvier 2010 : les 500 membres du convoi Viva Palestina sont contraints de négocier avec les autorités égyptiennes pendant plusieurs jours, pour pouvoir passer la frontière avec Gaza le 6 janvier 2010[15],[16]. Le 8 janvier 2010, Georges Galloway explique être déclaré persona non grata par les autorités égyptiennes[17][source secondaire souhaitée].

En juin 2019, une enquête sur l'organisation Viva Palestina, dont George Galloway est le cofondateur, indique qu'« il a été difficile pour l’enquête d’établir avec certitude si une activité de bienfaisance avait eu lieu, car elle n’avait trouvé que peu de preuves, voire aucune, et si de l’aide humanitaire avait été distribuée à ceux qui en avaient besoin conformément aux objectifs de l’organisme » et conclut « en résumé, l'organisme de bienfaisance n'était pas correctement gouverné, géré ou administré - en raison de ces défauts, sa réputation, celle du secteur caritatif au sens large, et les fonds de bienfaisance donnés par le public à l'organisme de bienfaisance ont été mis en péril ».

## Prises de positions

### Conservatisme social
George Galloway se décrit en 2024 comme conservateur social. Auprès du Daily Telegraph, il déclare ainsi : « En tant que père de six enfants, je ne veux pas que mes enfants apprennent le genre de choses que les travaillistes veulent leur enseigner dans les écoles ». Il souhaite ainsi défendre les « valeurs familiales traditionnelles » et s'oppose aux droits des personnes transgenres. 

### Opposition au droit à l'avortement
En 2004 dans un entretien à The Independent, George Galloway déclare être « fortement opposé » opposé au droit à l'avortement au Royaume-Uni en tant que chrétien. Il définit l'avortement comme « immoral ». 

### Syrie: soutien à Bachar el-Assad
Lors d'une visite à l'université de Damas en novembre 2005, il déclare, concernant Bachar el-Assad : « Pour moi, il est le dernier dirigeant arabe, et la Syrie est le dernier pays arabe, la dignité restante des Arabes ».  
En 2010, Galloway félicite de nouveau le dirigeant syrien, dans un courriel divulgué par le mouvement hacktiviste Anonymous, en demandant de l'aide pour le projet « Viva Palestina ».
Durant les premiers stades de la guerre civile en Syrie, George Galloway déclare dans une interview en juillet 2011 : « Bachar el-Assad veut la réforme et le changement, pour réaliser les aspirations de son peuple », et, alors que l'armée syrienne réprime les mouvements d'opposition et perpètre des massacres,,, il affirme que les opposants « essayent de faire pression sur la Syrie et le président Assad en raison de ses bonnes actions, comme le soutien à la résistance palestinienne et libanaise et le refus de se rendre à Israël ».
George Galloway nie l'utilisation d'armes chimiques par Bachar el-Assad au lendemain du massacre de la Ghouta perpétré par le régime syrien, et affirme qu'Israël aurait donné des armes chimiques aux rebelles syriens et à Al-Qaïda, sans preuve, avant de nier avoir tenu de tels propos,.
George Galloway travaille pour Al Mayadeen, chaîne de télévision du Hezbollah, réputée proche du dictateur syrien. En 2013, alors qu'il nie sur cette chaîne de propagande, soutien d'Assad, il omet de mentionner qu'il a reçu 50 000 £ d'Al-Mayadeen. 
Il a été qualifié d'« apologue d'Assad » en raison de son soutien, ce qu'il nie.

### Russie: travail pour les médias d’État
Présentateur sur la chaine Russia Today, et animateur d'une émission hebdomadaire sur Sputnik, détenu par le Kremlin, il est accusé d’être un « apologue de Vladimir Poutine ». En 2015, il est rémunéré 293 450 £ par Russia Today. 
En 2022, il menace de poursuivre Twitter en justice car la mention « lié au gouvernement russe » a été apposée sur son compte,. La même année, il met en doute le massacre de Boutcha, affirmant qu'il s'agirait d'une opération sous fausse bannière, puis reprend à son compte la propagande du Kremlin, suggérant que ce serait l’Occident, et non la Russie, qui bloquerait les enquêtes sur la réalité des crimes commis à Boutcha. 
En mars 2024, il accuse les États-Unis et le Royaume-Uni d'être les commanditaires de l'attentat du Crocus City Hall.

### Union européenne: partisan du Brexit
En 2014, il affirme qu'il fera campagne pour que le Royaume-Uni reste membre de l'Union européenne, « comme toute personne avec un cerveau ». 
En février 2016, lors de la campagne du référendum sur l'appartenance du Royaume-Uni à l'Union européenne, il appelle cependant les Britanniques à voter pour quitter l'Union européenne.  
En avril 2019, il appelle à voter pour le Brexit Party de Nigel Farage. 

### Iran: propagande d'État et soutien à Ahmadinejad
En 2008, il est présentateur pour la chaine de propagande d’État iranienne Press TV ; dans ses émission, des propos complotistes sont également tenus,.   
Il interviewe le président Mahmoud Ahmadinejad, qu'il qualifie « d'homme sage », malgré les propos controversés du dirigeant iranien,.  

### Liban: soutien à l'occupation syrienne
George Galloway a exprimé son soutien à l'occupation syrienne du Liban en août 2008 : « Les troupes syriennes au Liban maintiennent la stabilité et protègent le pays d'Israël »[réf. souhaitée].  
Il exprime son opposition à la résolution 1559 du Conseil de sécurité des Nations Unies, qui demande au gouvernement libanais d'établir un contrôle sur l'ensemble de son territoire. 

## George Galloway et Wikipédia
George Galloway estime que la page de Wikipédia qui lui est consacrée sur la version anglophone de l'encyclopédie n'est pas objective. Il dénonce en particulier les éditions d'un contributeur, et offre 1 000 livres sterling en récompense de l'adresse et de l'identité réelle de ce contributeur,.